# Heliodoro Gallego Cuesta
Heliodoro Gallego Costa (n. Villalbarba, Valladolid, 9 de gener de 1949) és un polític espanyol, alcalde de Palència entre 1991 i 1995, i 1999 i 2011 pel PSOE. És llicenciat en dret, està casat i té dos fills.

## Trajectòria política
Pertanyent al sindicat UGT des de 1978, ha ostentat la Secretaria General del Partit Socialista a nivell provincial des de 1988 fins a l'actualitat.
Va ser elegit senador per Palència en quatre legislatures:
- En la III legistatura, des de 1986 fins a 1989, va pertànyer a les comissions de Presidència de Govern i Interior, Sanitat i Seguretat Social, i Treball.

- En la IV legislatura, va continuar entre els anys 1989 i 1993 en les comissions de Presidència de Govern i Interior, i Treball (aquesta vegada com a vicepresident), i a partir de 1990 va ser també membre de la comissió mixta per a l'estudi del problema de la droga i de la comissió extraordinària sobre els problemes derivats de l'ús de l'automòbil i de la seguretat viària.

- Va ser reelegit com a senador per a la V legislatura, treballant com vocal de la comissions de Justícia i d'Interior i Funció Pública, i Treball i Seguretat Social.

- Finalment, en la VI Legislatura, i amb el PSOE fora de labors de govern, va ser vicepresident segon de la comissió de Defensa entre els anys 1996 i 1998, i també vicepresident segon de la comissió de justícia. Va ser a més vocal d'altres comissions i membre de diverses ponències puntuals.

- Portaveu des de 1987 del grup socialista en el consistori, va ser elegit alcalde de Palència en les eleccions municipals de 1991, càrrec que va ocupar fins a 1995, any en la qual Marcelo de Manuel, del PP, li va arravassar l'ajuntament. Però de nou en 1999 va guanyar els sufragis, revalidant l'ajuntament en 2003 i 2007 amb majoria absoluta, el que li converteix en un dels alcaldes de província a Castella i Lleó amb més anys en el càrrec. Entre 2006 i 2007 va presidir la Federació Espanyola de Municipis i Províncies.